# Rast & Gasser M1898
O Rast & Gasser M1898 é um revólver de ação dupla e armação sólida que serviu como arma secundária padrão do Exército Austro-Húngaro de 1898 a 1918, inclusive durante a Primeira Guerra Mundial. Sua câmara era para o cartucho 8mm Gasser, projetado especificamente para este revólver. O M1898 foi fabricado pela empresa austríaca Rast & Gasser e permaneceu em serviço durante toda a guerra devido à sua durabilidade e confiabilidade em condições adversas.

## História
O M1898 foi projetado para substituir o revólver Gasser M1870, em serviço desde a década de 1870. O revólver Rast & Gasser introduziu diversas melhorias, incluindo um mecanismo de ação dupla, que permitiu um uso mais rápido e eficiente em combate. O revólver utilizava um tambor de 8 tiros, uma das características que o diferenciava de outros revólveres da época, a maioria dos quais comportava seis tiros.
Este modelo foi adotado pelo Exército Austro-Húngaro em 1898 e teve amplo uso durante a Primeira Guerra Mundial. Embora fosse uma arma sólida e confiável, acabou sendo substituído por pistolas semiautomáticas após a guerra.
A empresa Leopold Gasser Waffenfabrik, em Viena, produziu 180.000 exemplares entre 1898 e 1912. Antes da eclosão da Primeira Guerra Mundial, planejava-se substituir o M1898 na cavalaria austro-húngara pela pistola Roth-Steyr M1907 e, na infantaria, pela pistola Steyr M1912. No entanto, a produção de pistolas mais novas foi insuficiente e a arma permaneceu em serviço. Foi fornecida especialmente para suboficiais, oficiais e também como arma secundária para metralhadores. Em alguns exércitos, foi usada até a Segunda Guerra Mundial, incluindo Itália e Iugoslávia. A qualidade de fabricação e a resistência do projeto de estrutura sólida a tornaram uma arma militar confiável e consistente.
O M1898 foi copiado na Bélgica pela Manufacture d'Armes Liégeoise no calibre 7,62 Nagant.

## Operação
O Rast & Gasser apresentava alguns novos elementos de projeto de revólver, bem como elementos antigos já obsoletos na época de sua fabricação. Um revólver de ação dupla com armação sólida, possuía uma comporta de carregamento através da qual cartuchos individuais eram carregados e extraídos por uma haste extratora. O percussor estava localizado em uma peça de transferência na armação do revólver, em vez do cão, um avanço na época. Sua munição era semelhante, mas não intercambiável, com a 8×27mmR.
O tambor podia ser removido puxando-se para baixo um parafuso com mola e removendo-se o pino do eixo/haste ejetora.

## Carregamento
Para carregar o M1898, o operador deve girar a comporta de carregamento para trás, expondo a parte traseira do tambor. Isso desengata o cão do gatilho, mas o tambor ainda girará se o gatilho for pressionado. Esse recurso torna o carregamento muito mais fácil e rápido. Os cartuchos são então inseridos no tambor e o gatilho é pressionado para apresentar a próxima câmara vazia. Após todas as câmaras terem sido carregadas, a comporta de carregamento é fechada, empurrando-a para a frente. O cão é então girado totalmente de volta para a posição totalmente armado, pronto para disparar.
Para descarregar o M1898, a comporta de carregamento é girada para trás para expor a parte traseira do tambor. O operador então gira a alavanca serrilhada da haste ejetora para fora, que pode então ser empurrada para trás para retirar o cartucho gasto de cada câmara do tambor.
Para remover o tambor, o operador deve remover a haste do tambor puxando para baixo um parafuso com mola que se encaixa em um encaixe no cano. Mantendo o parafuso pressionado, o usuário pode simplesmente puxar o eixo para a frente até que ele deslize para fora da estrutura. Em seguida, é preciso abrir a comporta de carga para permitir que o tambor caia pelo lado direito da estrutura.

## Legado
O Rast & Gasser M1898 é considerado um dos últimos grandes revólveres militares utilizados pela Áustria-Hungria. Hoje, desperta o interesse de colecionadores e entusiastas de armas de fogo históricas, principalmente devido ao seu papel na Primeira Guerra Mundial e ao projeto exclusivo do seu tambor de 8 tiros.